# Pasir Kemilu
Pasir Kemilu is een bestuurslaag in het regentschap Indragiri Hulu van de provincie Riau, Indonesië. Pasir Kemilu telt 4191 inwoners (volkstelling 2010).